# کرک علیا
کرک علیا، روستایی از توابع بخش گیان شهرستان نهاوند در استان همدان ایران است. این روستا در فاصله هفت کیلومتری شهر نهاوند قراردارد.

## جمعیت
این روستا در دهستان گیان قرار دارد و براساس سرشماری مرکز آمار ایران در سال ۱۳۹۵، جمعیت آن ۷۹۹ نفر (۲۳۳خانوار) بوده‌است.